# Bukowczyk (herb szlachecki)

Herb szlachecki Bukowczyk

Bukowczyk – polski herb szlachecki z nobilitacji.

## Opis herbu
Opis zgodnie z klasycznymi regułami blazonowania: 

W polu niebieskim pół szachownicy biało-czerwonej, nad nią ręka zbrojna z pałaszem do cięcia skierowana w prawo. W szczycie hełmu, skośnie w prawo, chorągiew biała o dwóch końcach, na niej litera „L” czerwona.

## Najwcześniejsze wzmianki
Nadany kapitanowi Józefowi Lemańskiemu z IX Regimentu Piechoty Wojsk Koronnych i wszystkim jego potomkom obojga płci 9 grudnia 1790 roku przez króla Stanisława Augusta Poniatowskiego.

## Herbowni
Jedna rodzina herbownych (herb własny):
- Lemański.